# Dárshana
Dárshana es un término sánscrito que se refiere a cada una de las seis diferentes doctrinas existentes en el hinduismo.
- दर्शन, en escritura devánagari.

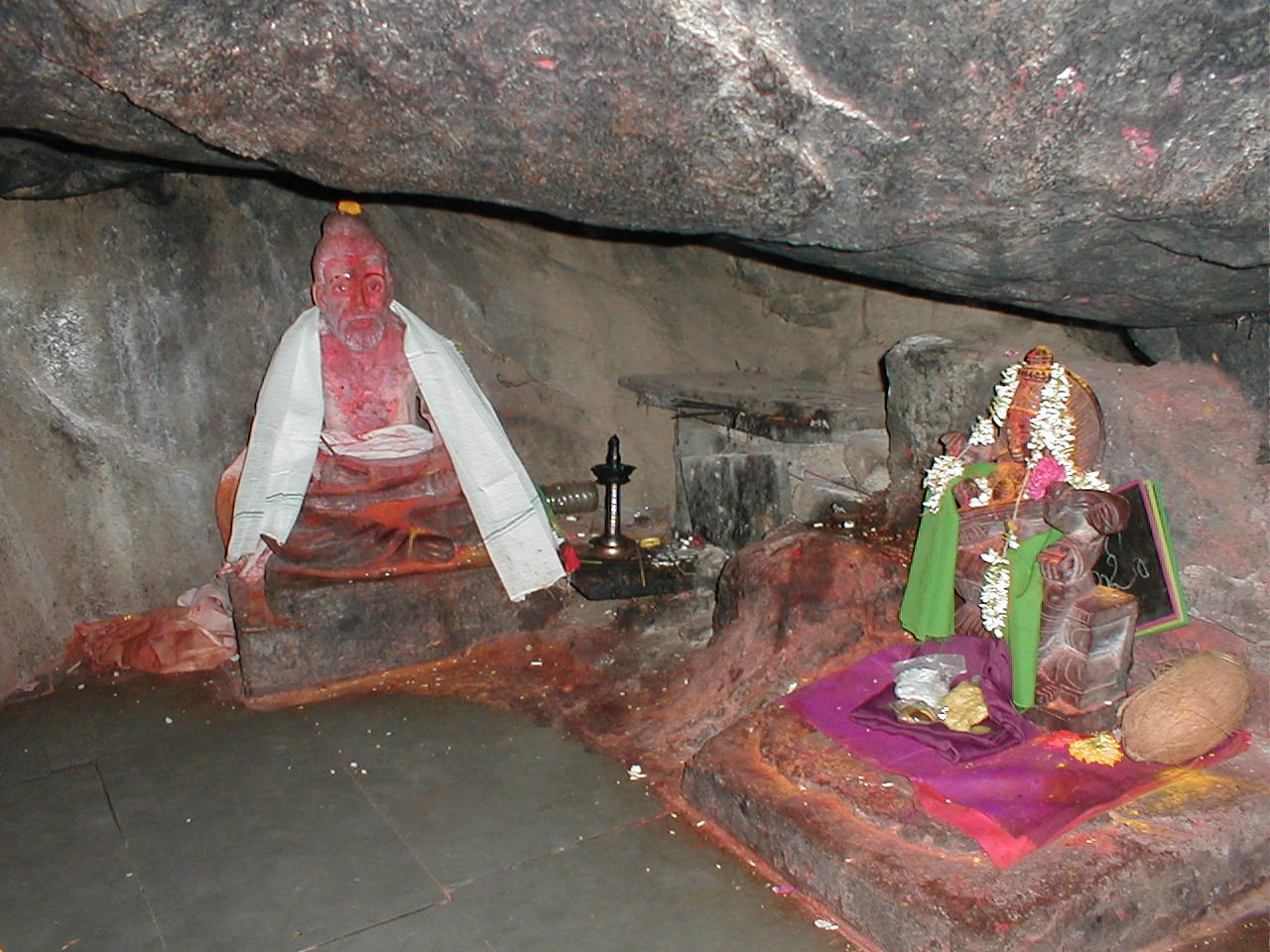
Estatua del sabio Viasa en el Viasa guja (‘[lugar] secreto de Viasa’) debajo del templo Basara Saraswathi.

- darśana, en el sistema AITS (alfabeto internacional de transliteración sánscrita.

## Etimología
El término darśana significa ‘visión’ y a veces ‘aparición’ (el acto de mostrarse).
Proviene de la raíz sánscrita dṛiś: ‘ver’, y se utiliza principalmente como visión de lo divino.

## Escuelas
En el hinduismo existen seis darśanas:
- Vedanta (de Viasa)
- Yoga (de Patañyali)
- Sankhia (de Kapilá)
- Mimansa (de Yaimini)
- Niaiá (de Gótama)
- Vaisesika (de Kanada)

La doctrina vedānta es la tradición más influyente y constituye la base de muchos religiosos actuales en la India, mientras que el yoga es la escuela más conocida en Occidente.
Los dárśanas se suelen considerar complementarios de dos en dos:[cita requerida]
- nyāya y vaiśeṣika
- sāṃkhya y yoga
- mīmāṃsā y vedānta

## Dárshan como veneración
En la veneración hinduista, el dárshan es la contemplación de una deidad (estatua de un dios) o de una persona santa.
La experiencia es por lo general concebida para ser recíproca y resulta en una bendición del observador. En los ratha yatras (festivales de carros alegóricos), las deidades (ídolos) son transportadas por las calles para que las vean aquellos que con anterioridad no han tenido permiso de contemplarlas en el templo.
El dárshan puede también ser concedido por un gurú a sus discípulos, o por un majarás a sus súbditos.